# Penna Ahobilam
Penna Ahobilam é um lugar perto de Anantapur, no estado de Andra Pradexe, na Índia, a 12 km de Uravakonda e a 36 km de Anantapur. Tem boas ligações rodoviárias com serviço frequente de transporte de pessoas.